# Aeropuerto Internacional José Tadeo Monagas
El Aeropuerto Internacional José Tadeo Monagas (IATA: MUN, OACI: SVMT) es un aeropuerto venezolano ubicado en Maturín, estado Monagas. Cuenta con distintos destinos nacionales como Caracas, Porlamar y Maracaibo.

## Historia
El primer aeródromo de Maturín fue inaugurado el 19 de abril de 1929. El 8 de noviembre del mismo año, el aeródromo entró en servicio al aterrizar un avión Latécoère 26 de la línea Aeropostal que cubría la ruta Maracaibo-Maracay-Ciudad Bolívar-Tumeremo-Trinidad.
Originalmente tenía dos pistas pero una tuvo que ser cerrada debido a la ampliación de la pista principal de 2100 m × 45 m.
Fue mandado a costruir a la Pan Am por el gobierno venezolano en 1942 y dicha aerolínea utilizó aviones boeing 707 para transportar personal petrolero a los campos de Quiriquire. 
Fue el primer aeropuerto del oriente del país después del Aeropuerto Internacional del Caribe Santiago Mariño. Contaba con vuelos nacionales como Maturín-Barcelona, Maturín-Ciudad Guayana, Maturín-Maracaibo, también contaba con vuelos Internacionales de Aeropostal y Avensa como: Maturín / Puerto España, Maturín / Fort-de-France, Maturín / Barbados. Este aeropuerto en el 2005, le fue quitado el certificado de aeropuerto internacional por el INAC debido a problemas de equipos e infraestructura, pero gracia a que Maturín fue sede de la Copa América, y teniendo en cuenta que el Estadio Monumental de Maturín ubicado en dicha ciudad, se le volvió a dar el certificado a mediados de mayo de 2007. En la Copa América tuvo un volumen de pasajeros en un mes (julio de 2007), de 360.000 personas teniendo así mayor tráfico aéreo que los aeropuertos de Barcelona y Puerto Ordaz. Tiene un importante volumen en el tráfico de carga aérea: ocupa el 5º lugar y en volumen de carga 1º en el oriente del país ocupando un 65% del tráfico de carga aérea debido a la influencia de la Zona Industrial de Maturín y las empresas petroleras. Cuenta nacionalmente también con vuelos a Maiquetia y Porlamar y la ruta Barcelona, Puerto Ordaz, y Maracaibo. Será uno de los aeropuertos más modernos de Venezuela por la que se está proyectando en construir varios pasillos o pass-ways.
Este Aeropuerto ha mostrado importantes avances bajo la administración del gobierno regional. Hoy en día es un terminal que se autofinancia, es decir que no requiere de partidas presupuestarias adicionales.
En 1942, la Pan Am mandó a construir un terminal aéreo al final de la avenida Bolívar. En 1983 es inaugurado el terminal aéreo actual, localizado frente a la avenida José Gregorio Monagas. En 2007 comenzó la nueva remodelación que terminó en febrero de 2015.
El 26 de enero de 2010, la sociedad anónima Bolivariana de Aeropuertos (BAER) asumió la administración del aeropuerto de Maturín. Anteriormente, el aeropuerto era manejado por la Gobernación de Monagas, Servicio Autónomo de Aeropuertos del Estado Monagas (SAADEMO).
El 14 de marzo de 2014 le fue devuelto al aeropuerto la categoría de terminal internacional, la cual la había perdido hace varios años.

## Infraestructura y servicios
Hay un terminal para vuelos nacionales y otros para los internacionales. La aduana tiene un edificio propio de 5074 m². El aeropuerto cuenta con ayudas a la navegación aérea (VOR, DME), torre de control, servicio meteorológico y servicio de combustible JET-AI y AV-GAS 100/130.

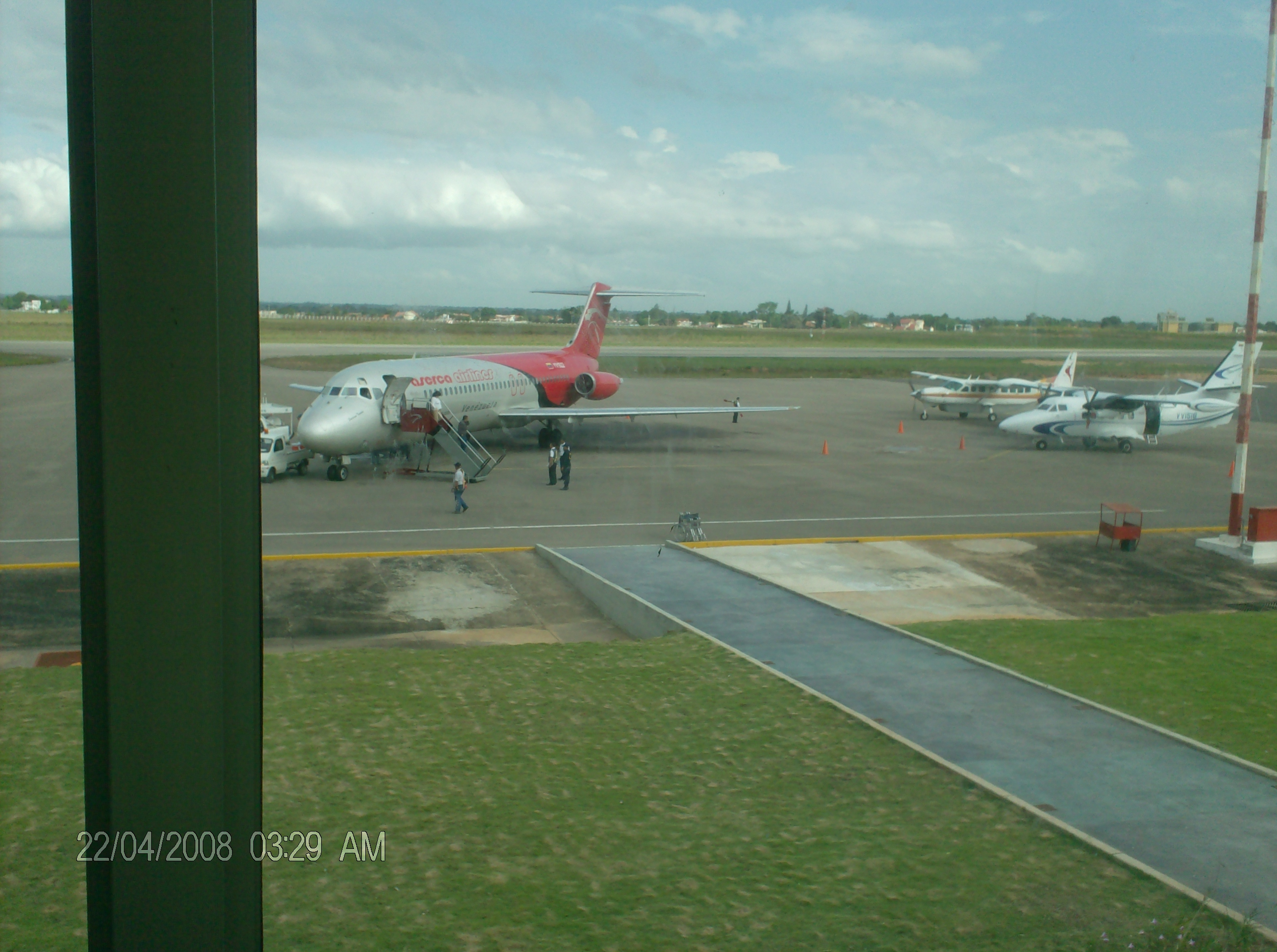
Rampa principal del Aeropuerto Internacional José Tadeo Monagas

El aeropuerto posee tiendas, restaurantes, bancos, empresas de alquiler de automóviles, estacionamiento, bomberos aeronáuticos, subestación eléctrica, tanque de agua, ambulatorio médico y hangares para el aeroclub que se está construyendo.

## Aerolíneas y destinos
| Destinos por aerolínea                  | Destinos por aerolínea                                                     |
| Aerolíneas                              | Ciudades                                                                   |
| --------------------------------------- | -------------------------------------------------------------------------- |
| Conviasa 4 destinos                     | Nacionales (4): Caracas / Maracaibo / Porlamar / Santo Domingo del Táchira |
| Estelar Latinoamérica 1 destino         | Nacional (1): Caracas                                                      |
| Rutaca Airlines 2 destinos              | Nacionales (2): Caracas / San Antonio del Táchira                          |
| Total: 5 destinos, 1 país, 3 aerolíneas |                                                                            |

### Destinos Nacionales
| Ciudades                                   | Nombre del aeropuerto                               | Aerolíneas                                         |
| ------------------------------------------ | --------------------------------------------------- | -------------------------------------------------- |
| Caracas - Distrito Capital                 | Aeropuerto Internacional de Maiquetía Simón Bolívar | Conviasa / Estelar Latinoamérica / Rutaca Airlines |
| Zulia - Maracaibo                          | Aeropuerto Internacional de La Chinita              | Conviasa                                           |
| Nueva Esparta - Porlamar                   | Aeropuerto Internacional del Caribe Santiago Mariño | Conviasa                                           |
| Táchira - Santo Domingo del Táchira        | Aeropuerto Internacional de Santo Domingo           | Conviasa                                           |
| Total: 5 destinos, 4 estados, 3 aerolíneas |                                                     |                                                    |

Operan las siguientes aerolíneas con los respectivos equipos, así:
- Conviasa: ATR42 / Cessna 208 / Embraer 190
- Estelar Latinoamérica: B737-200 / B737-300 / B737-400
- Rutaca Airlines: B737-300

## Terminal de Carga
- Transcarga
- Servicio Aéreo Panamericano
- Conviasa Cargo

## Accidentes e incidentes
- 22 de diciembre de 1974: un McDonnell DC-9-14 de Avensa se estrelló poco después de despegar en el cerro el Zamuro por falla en ambos motores. Murieron 77 personas entre pasajeros y tripulación.
- 4 de agosto de 2013: una avioneta aterrizó forzosamente debido a fallas mecánicas a las 12:30pm.[6] A bordo sólo estaba el piloto y el copiloto.[7]